# Ebertsgraben
Koordinaten: 49° 43′ 45,4″ N, 9° 0′ 14,4″ O

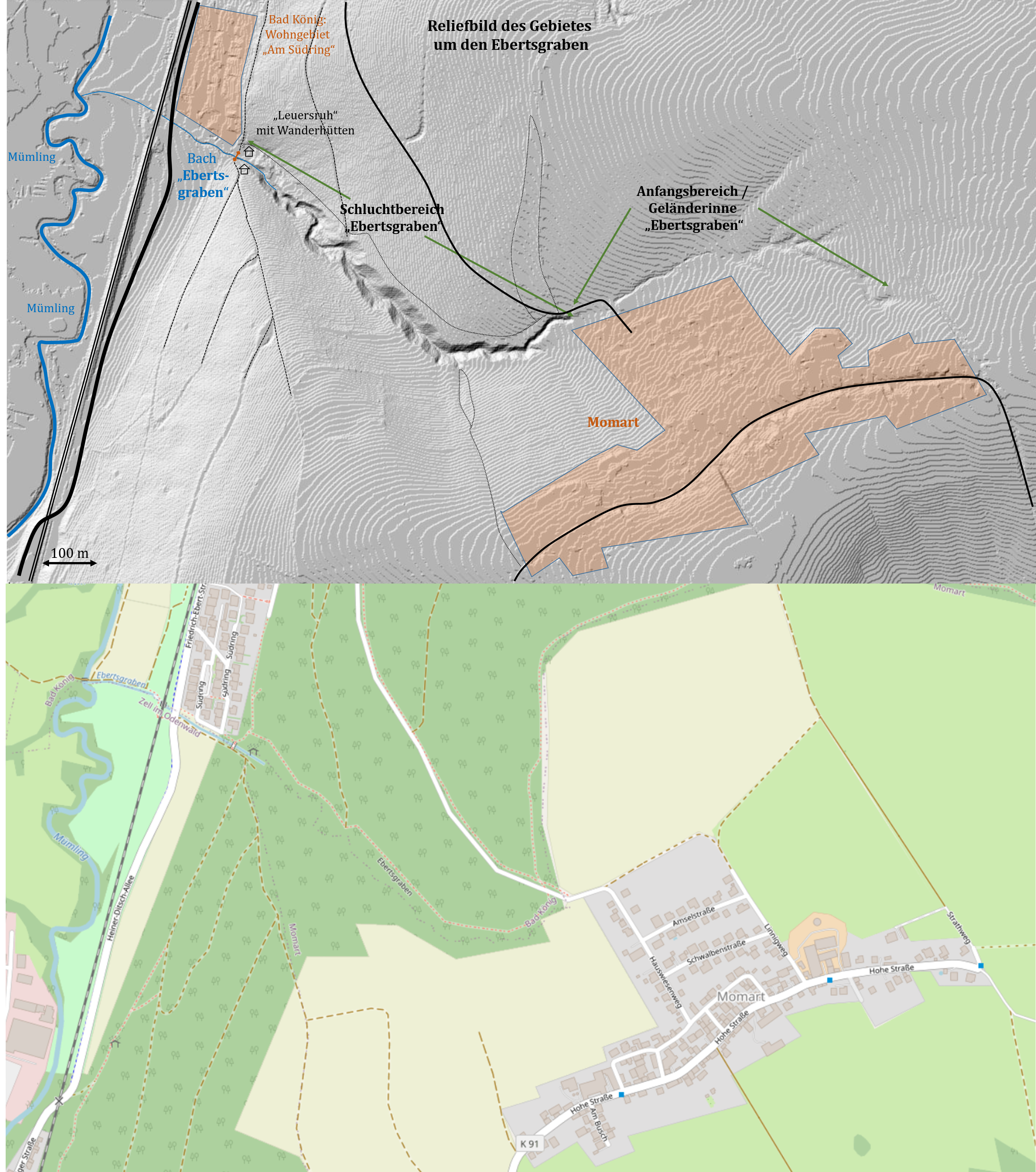
Relief- und Lagedaten um den Ebertsgraben und seiner drei unterschiedlichen geografischen Bereiche

Der Ebertsgraben (früher auch Ebert-Grabe(n) genannt) ist eine steil und tief in das Gelände eingeschnittene kleine Waldschlucht in Bad König im Odenwald. 

## Beschreibung
Der bis zum Auslaufen ins Mümlingtal etwa 1,5 km lange Ebertsgraben beginnt auf dem Hochplateau des Bad Königer Stadtteils Momart am nordöstlichen Rand der Ortslage als nur schmale Rinne ins Momarter Plateau einzuschneiden. Erst etwa 650 m weiter westlich, und unmittelbar neben der Straße nach Bad König, fällt der Graben als enge Schlucht weitere 850 m in den Osthang einkerbend zum hier noch nach Norden verlaufenden Mümlingtal ab. Im auslaufenden unteren Teil des Ebertsgrabens entwässert ein kleiner und etwa 350 m langer Bach gleichen Namens die Schlucht noch weiter in die Mümling.
Der schluchtartige Abschnitt des Ebertsgrabens durchzieht dabei vollständig das Waldgebiet zwischen Momart und der Bad Königer Kernstadt und endet talwärts am Waldrand am südlichen Ende des Wohngebiets am "Südring". Er liegt wie große Teile des Odenwaldes im Geo-Naturpark Bergstraße-Odenwald.
Am unteren Ende des Ebertsgrabens befindet sich eine kleine Freizeitanlage, bestehend aus zwei nebeneinander stehenden Schutzhütten und im Volksmund bekannt als „Leuersruh“. Ein schmaler und nicht abgesicherter Pfad führt zwischen Momart und Bad König am nördlichen Rand des Ebertsgrabens entlang. Der Grund der Schlucht ist aufgrund zahlreicher Blockaden durch umgestürzte Bäume, und stellenweise auch größerer Felsblöcke und nassen, rutschigen Untergrundes nur sehr schwer passierbar. Ein nicht einfacher Mountainbike-Trail führt durch Teile der Schlucht.
Die ehemalige breite Holzbrücke, die das Talende einst überquerte, bestand bis zum Ausbau der Umgehungsstraße Mitte der 1960er Jahre. Ein Foto davon wurde als Postkarte 1941 veröffentlicht.